# Барилівка
Барилі́вка — село в Україні, у Миропільській сільській громаді Сумського району Сумської області. Населення становить 140 осіб. До 2016 орган місцевого самоврядування — Сіннівська сільська рада.
Після ліквідації Краснопільського району 19 липня 2020 року село увійшло до Сумського району.

## Географія
Село Барилівка розташоване на лівому березі річки Псел, вище за течією на відстані 2 км розташоване село Грунівка, нижче за течією на відстані 4 км розташоване село Вільшанка.
Село оточене великим лісовим масивом.

## Населення

### Мова
Розподіл населення за рідною мовою за даними перепису 2001 року:
| Мова       | Кількість | Відсоток |
| ---------- | --------- | -------- |
| українська | 127       | 90.71%   |
| російська  | 13        | 9.29%    |
| Усього     | 140       | 100%     |

## Історія
- Село постраждало внаслідок геноциду українського народу, проведеного урядом СССР 1923-1933 та 1946-1947 роках.